# Urška Repušič

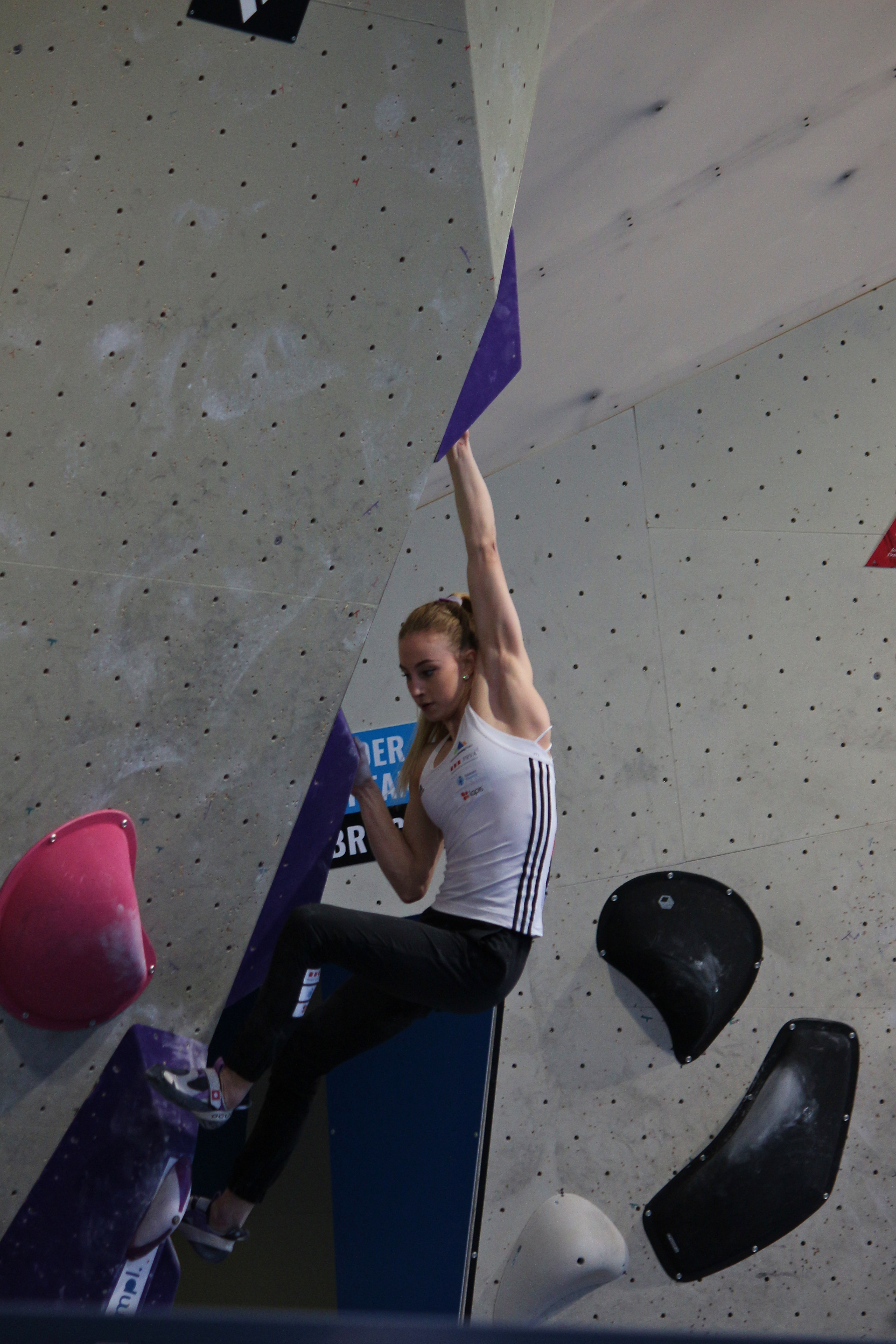
Puchar Świata 2019. (Innsbruck). Urška Repušič na ścianie wspinaczkowej w boulderingu.

Urška Repušič (ur. 5 czerwca 2000 w Rače) – słoweńska wspinaczka sportowa. Specjalizuje się w boulderingu oraz we wspinaczce łącznej. Mistrzyni Europy we wspinaczce sportowej w konkurencji boulderingu z 2019 roku.

## Kariera
W 2019 na mistrzostwach Europy we wspinaczce sportowej w Polsce w Zakopanem zdobyła złoty medal w konkurencji boulderingu.
W 2019 roku na mistrzostwach świata w japońskim Hachiōji we wspinaczce łącznej zajęła siedemnaste miejsce nie dające kwalifikacji na IO 2020 w Tokio.

## Osiągnięcia

### Mistrzostwa świata
| Konkurencje       | 2018  | 2019  |
| Bouldering        | 39-40 | 15-16 |
| Prowadzenie       | 34    | —     |
| Wsp. na czas      | 66    | —     |
| Wspinaczka łączna | 38    | 17    |

### Mistrzostwa Europy
| Konkurencje | 2019 |
| Bouldering  | 1    |